# Autopista del Maresme
La autopista del Maresme es una autopista española, situada en Cataluña, que actualmente discurre entre Montgat y Tordera/Blanes, donde enlaza con la  GI-600  a Blanes y Tordera. Era de peaje hasta agosto de 2021. Tiene un recorrido paralelo a la carretera   N-2   y a la costa mediterránea. De acuerdo a la nomenclatura en vigor, corresponde al tramo de la autopista C-32 entre Barcelona y Gerona.
Su trazado discurre por la comarca del Barcelonés en su parte norte, y luego recorre toda la comarca del Maresme de extremo a extremo.
Empieza en Barcelona como autopista  C-31  y se convierte en C-32 en el enlace de la  C-31  con la  B-20  a la altura de Montgat, en dirección a Gerona. Aunque actualmente acaba en Blanes/Tordera está en proyecto ampliarla hasta Lloret de Mar e incluso hasta Tosa de Mar.
Todo su trazado va paralelo a la antigua Nacional   N-2  y a las vías de Renfe por la costa hasta Palafolls donde estas dos últimas abandonan la costa y se dirigen hacia el interior.
La puesta en servicio de la autopista fue en 1970. Su trazado original era Barcelona - Mataró. Fue la primera autopista de peaje que se construyó en la Península. Antiguamente era conocida como la  A-19  junto con el tramo de la C-31 Barcelona - Montgat. Aún hay gente de la zona por la que pasa que la conoce con esta denominación.

## Historia
- El proyecto de construcción de la autopista se hizo oficial con el decreto-ley 5/1966, publicado el 23-7-1966, en el que también se trataba del proyecto de autopista Barcelona-La Junquera.[1]

- El 2 de julio de 1969 se inauguró el tramo de peaje Montgat - Mataró, que se convertía en la primera autopista de peaje española, y también el tramo sin peaje Barcelona (Glorias) - Badalona; el tramo intermedio Badalona - Montgat llevaba más de un año acabado.[2] La concesión del tramo de peaje se adjudicó a ACESA (hoy parte de Abertis) hasta el año 2004.[2]

- En 1994 se pusieron en servicio los tramos Ronda de Mataró y Mataró - Palafolls; este último tramo debía haber sido gratuito pero al final fue de peaje. ACESA asumió la concesión, que además se alargo hasta el año 2016.[2]

- En junio de 1995 la titularidad de la autopista fue traspasada de la Administración del Estado a la Generalidad de Cataluña.[3]

- En 1998 se alargó la concesión hasta el 31-8-2021, fecha hoy vigente, a cambio de bajar los peajes en otras vías explotadas por ACESA.[2][4]

- El corto tramo Palafolls - Tordera de 4,4 km se ha inaugurado el martes 23 de julio de 2010, con concesión prevista hasta 2021.[2]

- En los municipios afectados por el recorrido de la autopista, ha habido diversas movilizaciones ciudadanas pidiendo su gratuidad, especialmente para el tramo Montgat - Mataró.[5]

- La concesión incluye el tramo de autopista de peaje que probablemente sea el más caro por kilómetro existente en España: 1,83 €/km. El peaje a abonar entre Arenys de Mar - Sant Sant Vicenç de Montalt es de 1,37 euros (2020), con un recorrido de 750 metros sobre la calzada de la autopista.[6]

- El 1 de septiembre de 2021 la autopista dejó de ser de peaje (salvo la circunvalación de Mataró, que fue gratuita siempre), al terminar la concesión. La concesionaria de la autopista hasta esa fecha era Invicat del grupo Abertis (antes Acesa).

## Tramos
| Denominación | Tramo                                        | Estado      |
| ------------ | -------------------------------------------- | ----------- |
| C-32         | Montgat - Mataró                             | En servicio |
| C-32         | Circunvalación de Mataró                     | En servicio |
| C-32         | Mataró - Blanes/Tordera                      | En servicio |
| C-32         | Tordera/Blanes - Lloret de Mar - Tosa de Mar | En Proyecto |

## Enlaces y servicios
Conexión  C-31  / Montgat / Badalona /  B-20  / Barcelona
8 - Alella / Masnou
Área de Servicio del Maresme
9 - Vilasar de Dalt / Premiá de Mar / Premiá de Dalt/Cabrils
Peaje de Vilasar de Mar
10 - Vilasar de Mar / Cabrera de Mar
11 - Mataró Sur
12 -  N-2  / Barcelona / Cabrera de Mar / Vilasar de Mar
13 - Mataró Sur /  C-60  / Argentona / Granollers
14 - Mataró Oeste
15 - Mataró Norte
16 -  N-2  / Gerona
17 - San Andrés de Llavaneras
18 - San Vicente de Montalt / Caldetas / San Andrés de Llavaneras
19 - Arenys de Mar / Arenys de Munt
Peaje de Arenys de Mar
20 - Canet de Mar
21 - San Pol de Mar/ San Cipriano de Vallalta / San Acisclo de Vallalta
22 - Calella / Pineda de Mar / Santa Susana
Peaje de Santa Susana
23 - Pineda de Mar Norte / Santa Susana
Área de Servicio de Pineda
24 -  N-2  / Tordera / Gerona / Palafolls / Malgrat de Mar / Santa Susana / Blanes / Lloret de Mar / Tosa de Mar
 GI-600  / Tordera / Blanes / Lloret de Mar / Tosa de Mar